# Natalja Boczina
Natalja Walerjewna Boczina, ros. Наталья Валерьевна Бочина (ur. 4 stycznia 1962 w Leningradzie) – rosyjska lekkoatletka specjalizująca się w biegach sprinterskich, dwukrotna srebrna medalistka igrzysk olimpijskich w Moskwie w 1980 r., w biegu na 200 metrów oraz w sztafecie 4 × 100 metrów.

## Finały olimpijskie
- 1980 – Moskwa, bieg na 200 m – srebrny medal
- 1980 – Moskwa, sztafeta 4 × 100 m – srebrny medal

## Inne osiągnięcia
- 1978 – Bukareszt, Zawody Przyjaźni – 1. m. w biegu na 100 m
- 1979 – Bydgoszcz, mistrzostwa Europy juniorów – brązowy medal w biegu na 200 m
- 1981 – Grenoble, halowe mistrzostwa Europy – srebrny medal w biegu na 400 m
- 1986 – Stuttgart, mistrzostwa Europy – brązowy medal w sztafecie 4 × 100 m
- 1986 – Stuttgart, mistrzostwa Europy – 6. m. w biegu na 200 m

## Rekordy życiowe
- bieg na 100 m – 10.99 – 1980
- bieg na 200 m – 22,19 – Moskwa 30/07/1980
- bieg na 400 m (hala) – 52,32 – Grenoble 22/02/1981